# Шербан Кантемир
Кнез Шербан (Сербан, Сергеј) Димитријевич Кантемир (170? - 1780) био је руски официр, син молдавског владара, кнеза Димитрија Константиновича Кантемира и кнегиње Касандре Кантакузин, брат песника кнеза Антиоха Кантемира.

## Биографија
Године 1736. био је поручник у Преображенском пуку, а 1762. године, је отпуштен као бригадир.
Поседовао је земљиште у Трекхсвјатителској улици у Москви.
Умро је 1780. године. Сахрањен је у Донском манастиру у Москви.
Написао: „Петру I – панегирик Паљеница најпонизније изводи и приноси Господарович С.К.“ (СПб., 1714).
Исто на латинском код Бајера, у „Историји живота и послова кнеза Константина Кантемира” (М., 1783).

## Породица
Супруга Авдотја Моисејевна Алфимова. Ћерка - Елена (1744 - ?).